# Landschaftsschutzgebiet Diepkebachtal
Das Landschaftsschutzgebiet Diepkebachtal mit 20,7 ha Flächengröße liegt südlich und nordöstlich von Wendlinghausen im Stadtgebiet von Dörentrup. Es wurde 2006 mit dem Landschaftsplan Oberes Begatal durch den Kreistag des Kreises Lippe als Landschaftsschutzgebiet (LSG) ausgewiesen.

## Beschreibung
Das LSG geht bis fast an die Bebauung von Wendlinghausen. Teile des Schlossparks von Schloss Wendlinghausen liegen im LSG. Das Schutzgebiet besteht aus einer großen Hauptfläche nordöstlich vom Dorf und einer kleinen Nebenfläche südlich. Im Norden geht es bis zur Straße nach Betzen. Das LSG umfasst Bereiche um den Diepkebach, wobei der Bach teils begradigt ist. Über weite Strecken ist am Bach ein dichtes Ufergehölz vorhanden. Teilweise grenzen Ackerflächen bis direkt an den Diepkebach, aber auch Bereiche mit Uferrandstreifen. Hier liegt ein kleiner naturnaher Teich, der einen Röhrichtsaum aufweist. Nördlich des Schloßparkes liegen einige von größeren Gehölzen umstandene Teiche. Südlich von Wendlinghausen verläuft der hier nur grabenartige Bach innerhalb grünlandgenutzter, mit Gehölzen strukturierter Bereiche.
Zum Schutzgebiet führt der Landschaftsplan aus: „Dem Gesamtgebiet kommt die Funktion eines Vernetzungsbiotopes mit hohem Entwicklungspotential in einer ansonsten ausgeräumten Agrarlandschaft zu. Der Bereich ist insbesondere wertvoll für Amphibien, Libellen und zahlreiche Vogelarten.“

## Schutzzwecke für das LSG
Laut Landschaftsplan erfolgte die Ausweisung des LSG
- „zur Erhaltung und Wiederherstellung der Leistungsfähigkeit des Naturhaushaltes in ökologisch besonders wertvoll strukturierten Bereichen mit Wasser-, Klima- und Biotopschutzfunktionen,“
- „zur Erhaltung und Wiederherstellung von Quellbereichen und naturnahen Fließgewässern, Wald- und Grünlandbereichen unterschiedlicher Feuchtestufen, Feldgehölzen, Hecken und Obstwiesen,“
- „zur Erhaltung morphologisch ausgeprägter Bereiche zur Sicherung der landschaftlichen Eigenart und Vielfalt für die Erholung, “
- „zur Erhaltung wertvoller Biotopkomplexe aus Wald-Grünlandbereichen, Fließgewässern und Quellen sowie Biotopen nach § 62 LG mit wichtigen Refugial-, Puffer-, Trittstein- und Vernetzungsfunktionen,“
- „zur Erhaltung und Wiederherstellung wichtiger Rückzugsräume für die bedrohte Tier- und Pflanzenwelt,“
- „zur Sicherung von kulturhistorisch bedeutsamen Landschaften, z. B. Terrassenkulturlandschaften,“
- „zur Sicherung der das Orts- und Landschaftsbild gliedernden und belebenden und die dörflichen Siedlungsstrukturen prägenden Freiraumelemente.“[1]

## Rechtliche Vorschriften
Im Landschaftsschutzgebiet ist unter anderem das Errichten von Bauten und das Anlegen von Fischteichen verboten.